# Ugo De Simone
Ugo de Simone fue un director de cine italiano de comienzos del siglo XX. Aunque inició su carrera cinematográfica como actor, en 1915 fundó en Turín la productora Gladiator Films, que más tarde se trasladaría a Roma. 

## Filmografía
Entre 1915 y 1921 realizó veinticuatro películas:
- La terrificante visione (1915)
- Il cadavere di marmo (1915)
- Fiori d'arancio (1915)
- Medusa velata (1916)
- La pagina ignota (1916)
- L'amazzone macabra (1916)
- Le rovine di un sogno (1916)
- Tua per la vita (1917)
- La figlia della tempesta (1917)
- Voluttà di morte (1917)
- La staffilata (1917)
- Maternità (1917)
- Sara Felton (1918)
- Folgore (1918)
- Il marito dell'amica (1919)
- Il principe Zilah (1919)
- Dopo il perdono (1919)
- Centocelle (1919)
- La spada di Damocle (1919)
- L'autobus della morte (1919)
- Demone giallo (1920)
- Voi! (1920)
- L'enigma di un processo celebre (1920)
- Il più forte (1921)